# Oum Er-Rbia
L'Oum Er-Rbia (in arabo أم الربيع‎?, Umm al-rabīʿa), che significa Madre della primavera, è un fiume del Marocco centrale. Il fiume è lungo 555 km, con una portata media di 117 m³/s. È il secondo fiume del paese per lunghezza dopo il Draa, e il secondo per portata dopo il Sebou.
Prende origine nel Medio Atlante, attraversa la città di Khenifra e sfocia nell'Oceano Atlantico ad Azemmour. Il fiume ha sei dighe, la più importante delle quali è quella di Almassira. I suoi affluenti principali sono: El Abid, Tessaoute e Lakhdar.